# Лунка (Хустський район)
Лу́нка — село в Хустській міській громаді у Закарпатській області в Україні. Населення становить 762 особи (станом на 2001 рік). Село розташоване за 13,3 кілометра від Хусту.

## Назва
Назва Лунка походить від того, що колись село відвідав румунський князь Адам Йоді. Десь у 1751 році, і назвав цю місцевість «лазумаре», що в перекладі означає поле, а далі пішла трансформація слов'янська і «лазумаре» переклали як «лунка», від чого й походить назва села. А вже потім назву Велика і Мала Лунки поставили для того, щоб розрізняти дві довгі стежки, які знаходяться на перехресті самої Лунки. Між Великою і Малою Лункою побудовано церкву Петра і Павла у 1996 році.

## Географія
Село Жовтневе лежить за 13,3 км на північний схід від районного центру, фізична відстань до Києва — 549,4 км.
| Клімат Лунки            | Клімат Лунки | Клімат Лунки | Клімат Лунки | Клімат Лунки | Клімат Лунки | Клімат Лунки | Клімат Лунки | Клімат Лунки | Клімат Лунки | Клімат Лунки | Клімат Лунки | Клімат Лунки | Клімат Лунки |
| Показник                | Січ.         | Лют.         | Бер.         | Квіт.        | Трав.        | Черв.        | Лип.         | Серп.        | Вер.         | Жовт.        | Лист.        | Груд.        | Рік          |
| Середній максимум, °C   | 0,2          | 2,4          | 8,3          | 15,0         | 20,2         | 23,0         | 24,7         | 24,3         | 20,4         | 14,7         | 7,3          | 2,2          | 13,6         |
| Середня температура, °C | −3,2         | −1,1         | 3,8          | 9,7          | 14,5         | 17,5         | 19,0         | 18,5         | 14,9         | 9,5          | 3,9          | −0,6         | 8,9          |
| Середній мінімум, °C    | −6,5         | −4,5         | −0,6         | 4,4          | 8,9          | 12,0         | 13,4         | 12,8         | 9,4          | 4,4          | 0,6          | −3,3         | 4,3          |
| Норма опадів, мм        | 48           | 42           | 43           | 53           | 77           | 98           | 85           | 75           | 50           | 45           | 53           | 64           | 733          |
| ----------------------- | ------------ | ------------ | ------------ | ------------ | ------------ | ------------ | ------------ | ------------ | ------------ | ------------ | ------------ | ------------ | ------------ |
| Джерело:                |              |              |              |              |              |              |              |              |              |              |              |              |              |

### Присілки
Велика Лунка
Велика Лунка — колишнє село в Україні, в Закарпатській області.
Об'єднане з селом Лунка рішенням облвиконкому Закарпатської області № 155 від 15.04.1967
функціонує Великолунківська початкова школа.  
Джерело мінеральної води в урочищі Гевкануське.
Мала Лунка
Мала Лунка — колишнє село в Україні, в Закарпатській області.
Обєднане з селом Лунка рішенням облвиконкому Закарпатської області № 155 від 15.04.1967
В селі працює школа, фельдшерський пункт, храм Св. Петра і Павла

## Населення
Станом на 1989 рік у селі проживала 821 особа, серед них — 411 чоловіків і 410 жінок.
За даними перепису населення 2001 року у селі проживали 762 особи. Рідною мовою назвали:
| Мова       | Кількість осіб | Відсоток |
| ---------- | -------------- | -------- |
| українська | 757            | 99,34 %  |
| російська  | 3              | 0,39 %   |
| молдовська | 2              | 0,26 %   |

## Політика
Голова сільської ради — Гангур Юрій Михайлович, 1970 року народження, вперше обраний у 2010 році. Інтереси громади представляють 30 депутатів сільської ради:
| Партія        | Кількість депутатів | Відсоток |
| ------------- | ------------------- | -------- |
| самовисування | 30                  | 100,00 % |

## Соціальна сфера
Побудовано Малолунківський навчальний заклад, ФАП.

## Туристичні місця
- храм Петра і Павла у 1996 році.
- Джерело мінеральної води в урочищі Гевкануське.